# Olympische Sommerspiele 2020/Rudern – Achter (Frauen)
Der Ruderachter der Frauen bei den Olympischen Spielen 2020 in Tokio wurde vom 24. bis 30. Juli 2021 auf dem Sea Forest Waterway ausgetragen.

## Titelträger
| Olympiasieger | Vereinigte Staaten | Rio de Janeiro 2016 |
| Weltmeister   | Neuseeland         | Ottensheim 2019     |

## Vorläufe
Samstag, 24. Juli 2021

### Vorlauf 1
| Platz | Bahn | Nation         | Athletinnen                                                                               | Zeit (min) | Qualifikation |
| ----- | ---- | -------------- | ----------------------------------------------------------------------------------------- | ---------- | ------------- |
| 1     | 3    | Neuseeland     | Greenslade, Dyke, Spoors, Bevan, Prendergast, Gowler, Ross, Gowler, Shepherd (Stm.)       | 6:07,65    | Finale        |
| 2     | 1    | Kanada         | Roman, Gruchalla-Wesierski, Roper, Proske, Grainger, Mailey, Payne, Wasteneys, Kit (Stf.) | 6:07,97    | Hoffnungslauf |
| 3     | 2    | China          | Wang, Wang, Xu, Miao, Zhang, Ju, Li, Guo, Zhang (Stm.)                                    | 6:10,77    | Hoffnungslauf |
| 4     | 4    | Großbritannien | Gammond, Brew, Ford, Muzerie, McMurtry, Douglas, Edwards, Parfett, Horn (Stf.)            | 6:26,76    | Hoffnungslauf |

### Vorlauf 2
| Platz | Bahn | Nation             | Athletinnen                                                                         | Zeit (min) | Qualifikation |
| ----- | ---- | ------------------ | ----------------------------------------------------------------------------------- | ---------- | ------------- |
| 1     | 3    | Vereinigte Staaten | Thoennes, Buck, Doonan, Mooney, Coffey, Salmons, Musnicki, O’Brien, Guregian (Stf.) | 6:08,69    | Finale        |
| 2     | 1    | Rumänien           | Rusu, Bejinariu, Dedu, Tivodariu, Vrînceanu, Bereș, Bereș, Tîlvescu, Druncea (Stf.) | 6:09,95    | Hoffnungslauf |
| 3     | 2    | Australien         | Horton, Aldersey, Cox, Patten, Hawe, Rowe, Werry, Goodman, Rook (Stm.)              | 6:18,95    | Hoffnungslauf |

## Hoffnungslauf
Mittwoch, 28. Juli 2021
| Platz | Bahn | Nation         | Athletinnen                                                                               | Zeit (min) | Qualifikation |
| ----- | ---- | -------------- | ----------------------------------------------------------------------------------------- | ---------- | ------------- |
| 1     | 4    | Rumänien       | Rusu, Bejinariu, Dedu, Tivodariu, Vrînceanu, Bereș, Bereș, Tîlvescu, Druncea (Stf.)       | 5:52,99    | Finale        |
| 2     | 3    | Kanada         | Roman, Gruchalla-Wesierski, Roper, Proske, Grainger, Mailey, Payne, Wasteneys, Kit (Stf.) | 5:53,73    | Finale        |
| 3     | 2    | China          | Wang, Wang, Xu, Miao, Zhang, Ju, Li, Guo, Zhang (Stm.)                                    | 5:55,69    | Finale        |
| 4     | 5    | Australien     | Horton, Aldersey, Cox, Patten, Hawe, Rowe, Werry, Goodman, Rook (Stm.)                    | 5:57,15    | Finale        |
| 5     | 1    | Großbritannien | Gammond, Brew, Ford, Muzerie, McMurtry, Douglas, Edwards, Parfett, Horn (Stf.)            | 6:05,26    | –             |

## Finale

### A-Finale
Freitag, 30. Juli 2021, 3:05 Uhr MESZ

Anmerkung: zur Ermittlung der Plätze 1 bis 6
| Platz | Bahn | Nation             | Athletinnen                                                                               | Zeit (min) |
| ----- | ---- | ------------------ | ----------------------------------------------------------------------------------------- | ---------- |
| 1     | 2    | Kanada             | Roman, Gruchalla-Wesierski, Roper, Proske, Grainger, Mailey, Payne, Wasteneys, Kit (Stf.) | 5:59,13    |
| 2     | 3    | Neuseeland         | Greenslade, Dyke, Spoors, Bevan, Prendergast, Gowler, Ross, Gowler, Shepherd (Stm.)       | 6:00,04    |
| 3     | 6    | China              | Wang, Wang, Xu, Miao, Zhang, Ju, Li, Guo, Zhang (Stm.)                                    | 6:01,21    |
| 4     | 4    | Vereinigte Staaten | Thoennes, Buck, Doonan, Mooney, Coffey, Salmons, Musnicki, O’Brien, Guregian (Stf.)       | 6:02,78    |
| 5     | 1    | Australien         | Horton, Aldersey, Cox, Patten, Hawe, Rowe, Werry, Goodman, Rook (Stm.)                    | 6:03,92    |
| 6     | 5    | Rumänien           | Rusu, Bejinariu, Dedu, Tivodariu, Vrînceanu, Bereș, Bereș, Tîlvescu, Druncea (Stf.)       | 6:04,06    |

### Weiteres Klassement ohne Finals
| Platz | Nation         | Athletinnen                                                                    |
| ----- | -------------- | ------------------------------------------------------------------------------ |
| 7     | Großbritannien | Gammond, Brew, Ford, Muzerie, McMurtry, Douglas, Edwards, Parfett, Horn (Stf.) |